# 玉置公良
玉置 公良（たまき きみよし、1954年11月5日 - ）は、日本の政治家。衆議院議員（1期）、和歌山県議会議員（4期）を務めた。

## 来歴
和歌山県西牟婁郡白浜町生まれ。和歌山県立田辺高等学校卒業。高校卒業後、電器店勤務を経て白浜町役場に就職する。1990年、白浜町役場を退職。
同年、第39回衆議院議員総選挙に日本社会党公認で旧和歌山2区（定数3）から出馬したが、得票数4位で落選（当時の和歌山県は保守地盤が強く、旧和歌山2区の3議席は自由民主党が独占した）。1995年、和歌山県議会議員選挙に無所属で出馬し、初当選。以後、県議を4期務める。県議時代は社会民主党や非自民系の無所属議員らで構成される会派「新生わかやま」県議団を結成し、団長に就任（同会派は2007年に「真わかやま」に改称、県政野党第1党に躍進した）。
2008年、民主党から衆議院議員総選挙出馬の打診を受け、一度は固辞したものの、出馬を受諾。2009年の第45回衆議院議員総選挙に民主党公認で和歌山3区から出馬し、選挙区では自由民主党公認で、現職の経済産業大臣であった二階俊博に敗れたが、重複立候補していた比例近畿ブロックで復活し、初当選を果たした。
2012年の消費税増税をめぐる政局では、6月26日の衆議院本会議で行われた消費増税法案の採決で、党の賛成方針に反して棄権した。民主党は7月3日の常任幹事会で厳重注意処分とする方針を決定し、7月9日の常任幹事会で正式決定した。
同年9月27日、民主党を離党し日本維新の会に入党する意向を表明した旨が報じられるも、維新側は玉置が自治労の地方組織出身であることから入党に難色を示し、玉置は10月2日に離党を撤回した。同年12月の第46回衆議院議員総選挙には出馬しなかった。
2016年3月、白浜町長選挙に無所属で立候補する意向を表明した。同年4月24日に行われた白浜町長選挙で現職の井澗誠に敗れ、落選。
2019年10月、翌年4月の白浜町長選挙に再度立候補する意向を表明。投開票の結果再び井澗に敗れ落選。

## 活動
- 1998年、和歌山県議会議員であった玉置は議会において、熊野古道の世界遺産への登録を主張し、これにより和歌山県を挙げての熊野古道の世界遺産登録運動が発足。世界遺産への登録は2004年に実現した。

### 著述
- 『世界遺産バカ　 実録! 熊野古道を世界遺産登録し地球エコロジーを実現する男』2014年、文芸社